# Drohiczyn
Drohiczyn est une petite ville de Pologne, chef-lieu de district (powiat) de la voïvodie de Podlachie.

## Situation géographique
Drohiczyn est située sur la rive droite du Boug, au nord-est de la Pologne, dans la partie méridionale de la voïvodie de Podlachie. Elle est traversée par la route nationale reliant Siemiatycze à Włocławek.

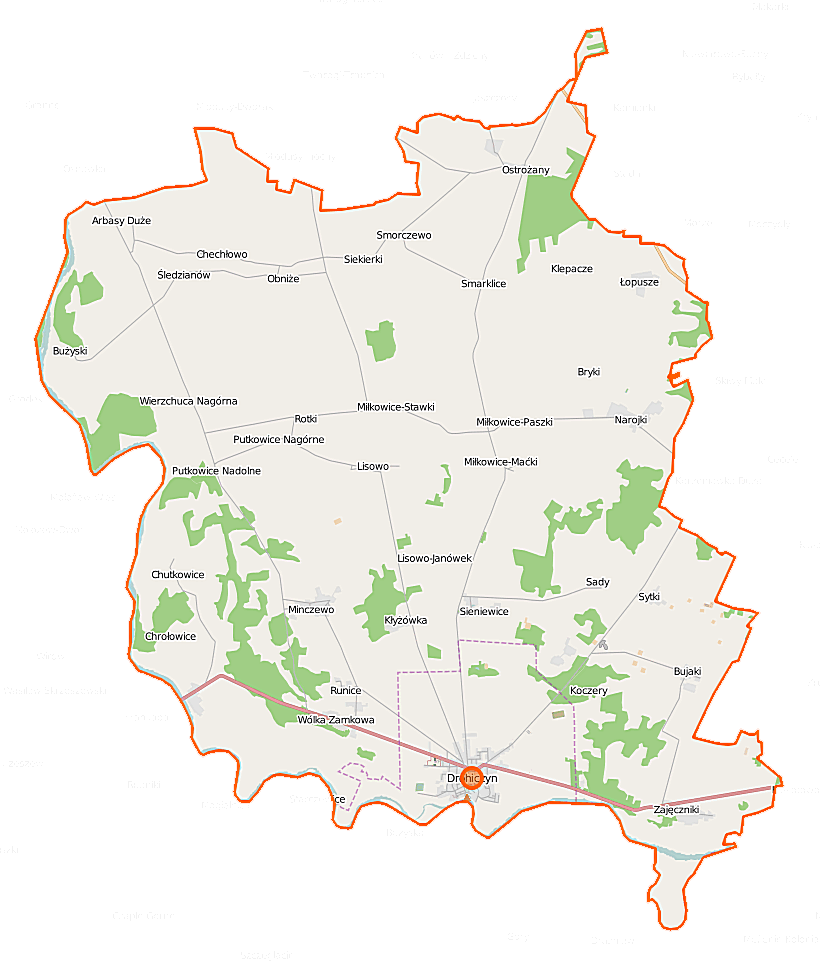
Carte de la gmina de Drohiczyn.

## Histoire
Les fouilles archéologiques ont montré que le site était déjà occupé au Néolithique. Drohiczyn est la capitale historique de la Podlachie. Au XIe siècle, elle est une place forte à la frontière entre la Mazovie et les territoires païens de l’est. La première mention historique de la ville date de 1142. Au début du XIIe siècle, Drohiczyn appartient à la Rus' de Kiev. En 1181, Drohiczyn devient la capitale d’un duché autonome. Au début du XIIIe siècle, elle devient brièvement propriété de Conrad Ier de Mazovie avant de rentrer dans la principauté de Galicie-Volhynie. En 1253, Daniel de Galicie y est couronné par un envoyé du pape. En 1280, la Lituanie annexe la ville. En 1498, Drohiczyn obtient les droits de Magdebourg des mains du Grand-duc de Lituanie. En 1520, elle devient la capitale de la voïvodie de Podlachie. En 1569, la ville est incorporée au royaume de Pologne.
La ville connaît son âge d’or au XVIe siècle. Au début du XVIIe siècle, il y a à Drohiczyn 3 églises catholiques, 5 églises orthodoxes et 5 monastères dont 2 catholiques. Il y a aussi un hôpital, une pharmacie et une école. Le Déluge suédois met fin au développement de la ville qui est dévastée. Les églises et les monastères sont reconstruits ou rénovés au XVIIIe siècle. Des écoles tenues par des Franciscains et des Jésuites apparaissent. En 1795, après le troisième partage de la Pologne, la ville est annexée par la Prusse. En 1807, Drohiczyn est partagée en deux : la ville de la rive gauche se retrouve dans le duché de Varsovie, la ville de la rive droite en Russie. En 1815, la ville est incorporée au royaume du Congrès. Au XIXe siècle, le déclin de la ville est brutal. La ville, éloignée des nouveaux grands axes de communication, devient une petite ville de province sans aucune perspective d’avenir. La population de la ville passe de 2 000 habitants en 1775, à 835 habitants en 1857.
En 1918, Drohiczyn devient une ville de la Pologne ressuscitée. Au début du XXe siècle, un afflux de nombreux Juifs permet à la ville de retrouver 2 000 habitants. Au cours de la Première et de la Seconde Guerre mondiale, la ville est à chaque fois détruite, puis reconstruite. Au cours de la dernière guerre, les Allemands ont enfermé environ 700 Juifs dans le ghetto. Ils ont été exterminés à Treblinka.
Aujourd’hui, Drohiczyn, où les services et le commerce se sont développés, joue le rôle de place centrale pour les villages des environs. Son caractère pittoresque attire aussi des touristes. En 1991, la ville est devenue le siège d’un diocèse. Il y a aujourd’hui 3 églises catholiques et une église orthodoxe. Le 10 juin 1999, la ville a accueilli une rencontre œcuménique à laquelle a participé Jean-Paul II.

## Tourisme
- Colline du château (ancienne place forte)
- Église des franciscains et son monastère
- Église des bénédictines et son couvent
- Église orthodoxe du XIXe siècle
- Musée diocésain
- Musée régional

## Économie
- Centre de service pour les communes rurales voisines
- Scieries
- Agro-alimentaire
- Production de cuir
- Tourisme